# Levantamento de peso nos Jogos Pan-Americanos de 2023
As competições de levantamento de peso ou halterofilismo nos Jogos Pan-Americanos de 2023 em Santiago, no Chile, foram realizadas entre 21 e 24 de outubro de 2023 no Ginásio Chimkowe, Peñalolén.
Um total de 10 eventos (cinco por gênero) foram disputados, quatro a menos do que na última edição do Pan, havendo uma fusão dos respectivos eventos: 67 kg e 73 kg masculino, 109 kg e +109 kg masculino, 55 kg e 59 kg feminino, 87 kg e +87 kg feminino.

## Qualificação
Um total de 136 halterofilistas (68 por gênero) poderiam se classificar para competir. Um Comitê Olímpico Nacional poderia inscrever um máximo de oito halterofilistas (quatro por gênero). O país-sede, Chile, classificou automaticamente uma equipe completa. Todos os outros CONs se classificaram pelos pontos combinados dos Campeonatos Pan-Americanos de 2017 e 2018. Dois convites foram entregues posteriormente (um por gênero), além de vagas extras entregues aos vencedores das respectivas categorias nos Jogos Pan-Americanos Júnior de 2021, em Cáli.

## Nações participantes
Um total de 26 CONs classificaram halterofilistas, com o número de competidores se encontra entre parênteses.
- ARG Argentina (5)
- BAR Barbados (2)
- BOL Bolívia (3)
- BRA Brasil (6)
- CAN Canadá (6)
- CHI Chile (9)
- COL Colômbia (13)
- CRC Costa Rica (3)
- CUB Cuba (6)
- ESA El Salvador (2)
- EAI Equipe de Atletas Independentes (6)
- ECU Equador (9)
- USA Estados Unidos (9)
- GUY Guiana (2)
- HON Honduras (3)
- JAM Jamaica (1)
- MEX México (9)
- NCA Nicarágua (4)
- PAN Panamá (4)
- PAR Paraguai (4)
- PER Peru (6)
- PUR Porto Rico (2)
- DOM República Dominicana (9)
- TTO Trinidad e Tobago (1)
- URU Uruguai (5)
- VEN Venezuela (8)

## Medalhistas
Masculino
| Evento           | Ouro                              | Prata                             | Bronze                        |
| ---------------- | --------------------------------- | --------------------------------- | ----------------------------- |
| 61 kg detalhes   | Arley Calderón CUB Cuba           | Víctor Güemez MEX México          | Luis Bardalez PER Peru        |
| 73 kg detalhes   | Julio Mayora VEN Venezuela        | Luis Javier Mosquera COL Colômbia | Jorge Cárdenas MEX México     |
| 89 kg detalhes   | Keydomar Vallenilla VEN Venezuela | Yeison López COL Colômbia         | Olfides Sáez CUB Cuba         |
| 102 kg detalhes  | Jhonatan Rivas COL Colômbia       | Juan Carlos Zaldívar CUB Cuba     | Jhohan Sanguino VEN Venezuela |
| +102 kg detalhes | Rafael Cerro COL Colômbia         | Keiser Witte USA Estados Unidos   | Dixon Arroyo ECU Equador      |

Feminino
| Evento          | Ouro                                   | Prata                                   | Bronze                                    |
| --------------- | -------------------------------------- | --------------------------------------- | ----------------------------------------- |
| 49 kg detalhes  | Dahiana Ortiz DOM República Dominicana | Katherin Echandia VEN Venezuela         | Beatriz Pirón DOM República Dominicana    |
| 59 kg detalhes  | Yenny Álvarez COL Colômbia             | Maude Charron CAN Canadá                | Anyelin Venegas VEN Venezuela             |
| 71 kg detalhes  | Angie Palacios ECU Equador             | Mari Sánchez COL Colômbia               | Meredith Alwine USA Estados Unidos        |
| 81 kg detalhes  | Olivia Reeves USA Estados Unidos       | Yudelina Mejía DOM República Dominicana | Laura Amaro BRA Brasil                    |
| +81 kg detalhes | Mary Theisen-Lappen USA Estados Unidos | Lisseth Ayoví ECU Equador               | Crismery Santana DOM República Dominicana |

## Quadro de medalhas
| Ordem | País                     | Medalha de ouro | Medalha de prata | Medalha de bronze |    |
| ----- | ------------------------ | --------------- | ---------------- | ----------------- | -- |
| 1     | COL Colômbia             | 3               | 3                |                   | 6  |
| 2     | VEN Venezuela            | 2               | 1                | 2                 | 5  |
| 3     | USA Estados Unidos       | 2               | 1                | 1                 | 4  |
| 4     | DOM República Dominicana | 1               | 1                | 2                 | 4  |
| 5     | CUB Cuba                 | 1               | 1                | 1                 | 3  |
|       | ECU Equador              | 1               | 1                | 1                 | 3  |
| 7     | MEX México               |                 | 1                | 1                 | 2  |
| 8     | CAN Canadá               |                 | 1                |                   | 1  |
| 9     | BRA Brasil               |                 |                  | 1                 | 1  |
|       | PER Peru                 |                 |                  | 1                 | 1  |
| TOTAL | TOTAL                    | 10              | 10               | 10                | 30 |